# خوک زگیل‌دار جاوه‌ای
خوک زگیل‌دار جاوه‌ای (نام علمی: Sus verrucosus) نام یک گونه از سرده خوک است.